# Porvenir (Uruguai)
Porvenir é uma localidade uruguaia  que faz parte do município de Porvenir, no departamento de Paysandú, a 13km de distância da capital Paysandú.

## Toponímia
A localidade possui este nome pois foi fundada como "Colonia Agricola Porvenir", implantada com 14 famílias provindas de Comunidade Valenciana

## População
Segundo o censo de 2011 a localidade contava com uma população de 1159 habitantes.
| Variação demográfica do município entre 1908 e 2011 |
|                                                     |

## Autoridades
A localidade é subordinada ao município de Porvenir.

## Esportes
A cidade de Porvenir possui um clube que joga na Liga de Fútbol de Paysandú (afiliada à OFI): o Club Atlético 18 de Julio.  A Liga Sureña de Fútbol de Porvenir foi dissolvida em 2000. . O clube joga de mandante no Estádio Parque Municipal de Porvenir> 

## Religião
A localidade possui uma capela "Santo Isidório", subordinada à paróquia "São Bendito e Nossa Senhora do Rosário" (cidade de Paysandú), pertencente à Diocese de Salto)

## Transporte
A localidade possui a seguinte rodovia:
- Acesso a Ruta 03.[12]